# Nesosisyphus rotundatus
Nesosisyphus rotundatus là một loài bọ cánh cứng trong họ Bọ hung (Scarabaeidae).